# تشيرون

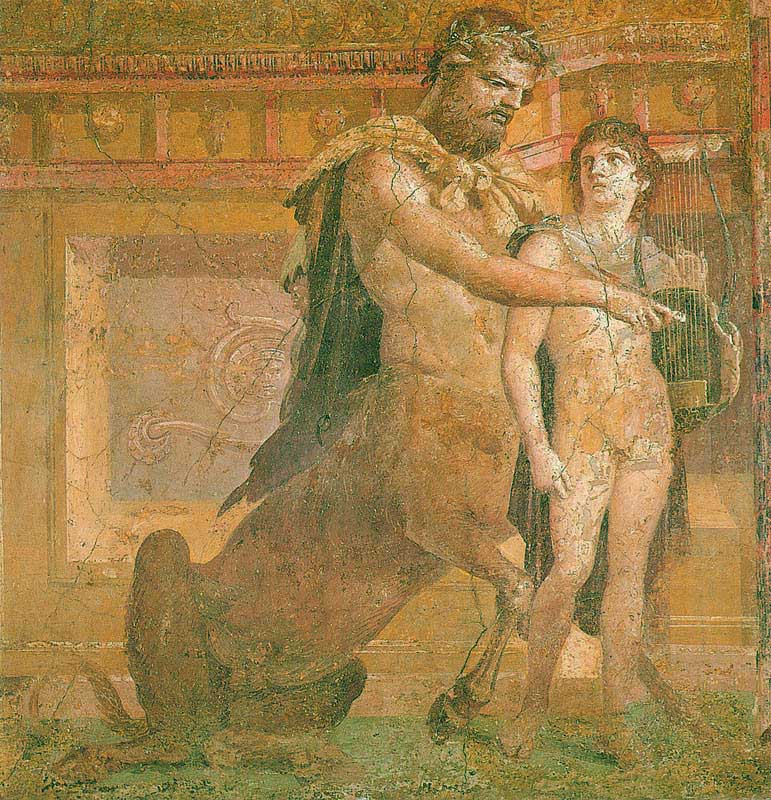
تعليم أخيل على يد تشيرون ، لوحة جدارية من هيركولانيوم ، القرن الأول الميلادي (متحف نابولي الوطني، نابولي).

تشيرون، في الأساطير اليونانية كان يعتبر القنطور المفضل بين أشقائه لشهرته بأنه «أحكم وأعدل القناطير».

## سيرة شخصية

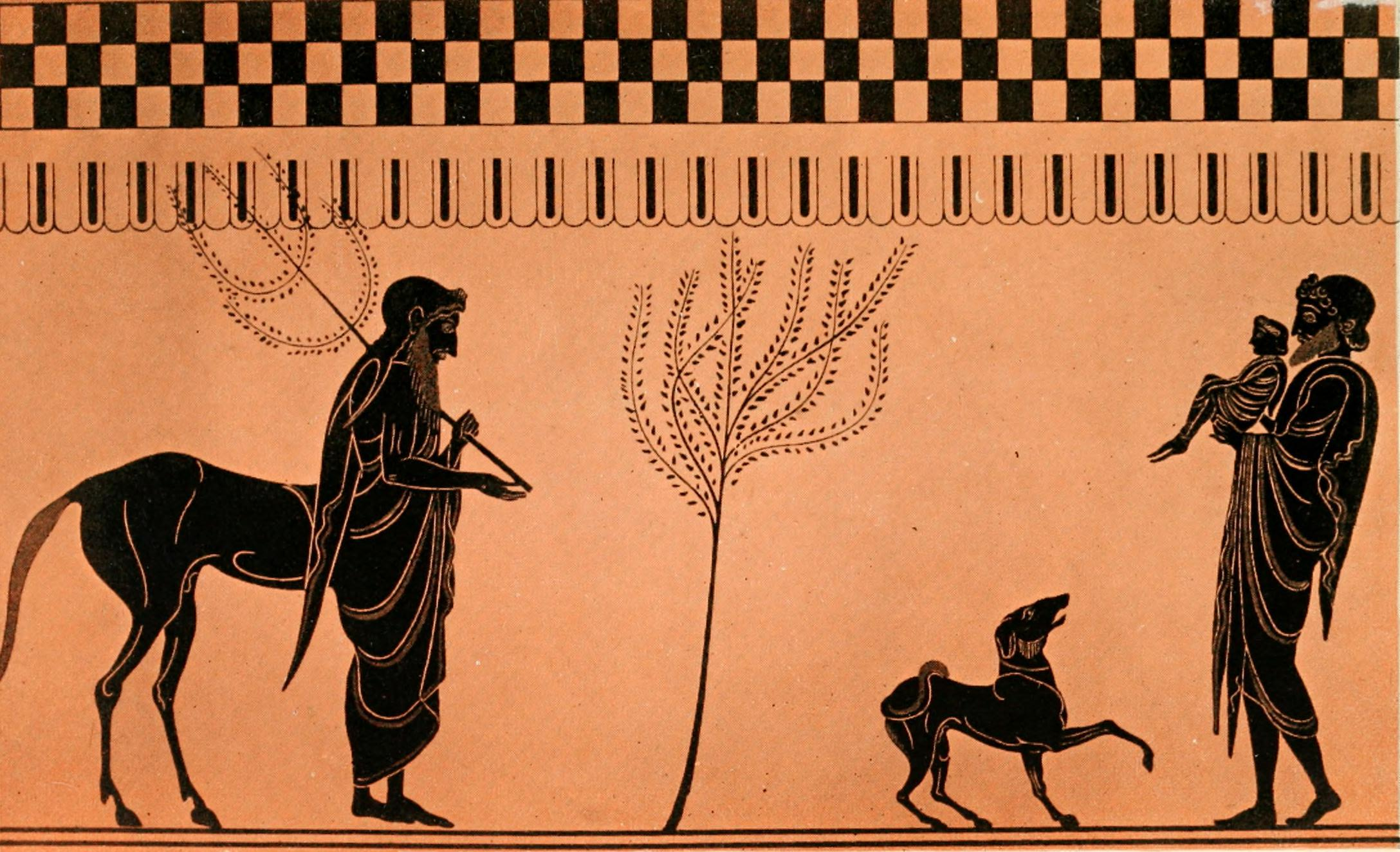
تشيرون ، بيليوس وأخيل الرضيع

برز اسم تشيرون في الأساطير اليونانية بسبب طبيعته في رعاية الشباب. وتكاد مهاراته الشخصية أن تتكافئ مع مهارات أبولو والده بالتبني، وهو من علم القنطور الشاب فن الطب، والأعشاب، والموسيقى، والرماية، والصيد، والرياضة البدنية والنبوءة، وجعله يتفوق على طبيعته الوحشية. واشتهر تشيرون بمعرفته ومهارته في المداواة، ولذلك يعود الفضل في اكتشاف علم النبات والصيدلة وعلم الأعشاب والطب له.
على غرار الساتير، كانت القناطير سيئة السمعة لكونها جامحه، وشهوانية، ومفرطه في الشرب والعربدة، وعنيفة عندما تسكر، وعامتهم جانحين غير مثقفين. وكان تشيرون على خلافهم ذكيًا، ومتحضراً وطيباً، لأنه لا ينتمي إلى بقية القناطير بالدم  بسبب نسبِه. وكان نجل الجبار كرونوس والحورية فيليرا،    وبالتالي فمن المحتمل أن يكون شقيق دولوبس  وافروس، هم سلف ومسماة من افروي، أي الأفارقة الأصليين. وعاش تشيرون معظم حياته على جبل بيليون، وتزوج من الحورية كاركلو التي أنجبت له ثلاثة بنات، هيبي (المعروفه أيضًا باسم ميلانيبي ومعناه «الفرس الأسود» أو يوبي، «الفرس الجميل»)، وإنديس، واوسيرو، وابن واحد كاريستوس. وذكر مصدر آخر بأن زوجته كانت تسمى ناييس ايضاً [بحاجة لمصدر] بينما كان يقال لأحد الاريستيوس ابن تشيرون.
مثل القناطير الآخرين، تم نفي تشيرون لاحقًا من موطنه من قِبل لابيثي، ولكن كانت تقدم له التضحيات هناك من قبل المغنيسيين إلى فترة متأخرة جداً من الزمن، واعتبرت عائلة تشيرونيدي في تلك المنطقة، الذين تميزوا بمعرفتهم بالطب، من نسله.

## مظهر جسدي

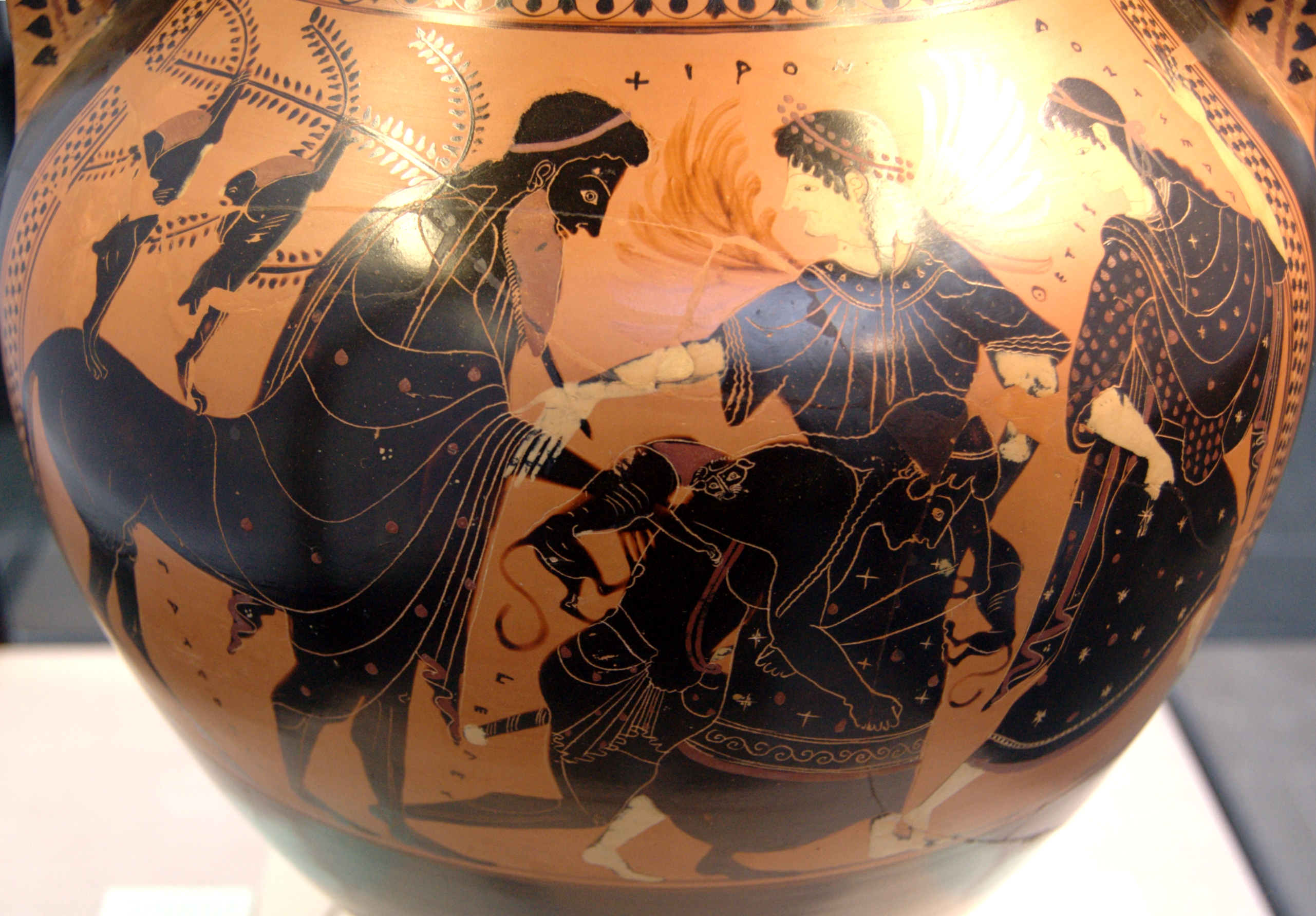
بيليوس يصارع ثيتيس (الذي يتحول مظهره بين النار والقط الكبير)، بين تشيرون ونيريد. الجانب ب من أمفورا الاغريقية سوداء المظهر ، ج. 510 ق.

على الرغم من كونه قنطور، إلا أن مظهر تشيرون الجسدي غالبًا ما يختلف إلى حد ما عن بقية القناطير، مما يدل على مكانته وتراثه. في التمثيلات اليونانية المتوارثة اللتي تمثل مظهر تشيرون، تكون ساقيه الأماميتان بشريتين بدلاً من كونها قوائم خيل، وهذا معاكس للتمثيل المتوارث للقناطير، والتي لها شكل جسد الحصان السفلي بالكامل. وهذا مايميز تشيرون عن غيره من القناطير ويُسهّل تمييزه. وقد يكون هذا الاختلاف ايضاً هو ما أبرز سلالة تشيرون الفريدة، كونه ابن كرونوس. وغالبًا ما يُصوَّر تشيرون وهو يحمل غصنًا تتدلى منه أرانب برية ميتة كان قد اصطادها، وكثيراً ما يُصوَّر تشيرون ايضاً مرتدياً ملابس، مما يدل على أنه أكثر تحضرًا على عكس القنطور العادي (الاستثناءات العرضية الوحيدة لهذه القاعدة هم القنطورين نيسيوس وفولوس).
تعتبر لوحة تعليم آخيل الجدارية، من مبنى الكاتدرائية في هيركولانيوم (أعلى يمين الصفحة)، واحدة من أكثر الرسوم الرومانية شيوعًا لشيرون، حيث يقوم شيرون بتعليم آخيل عزف القيثارة (آلة موسيقية). ونرى تشيرون في هذه الصورة بجسد الخيل السفلي كاملاً، على عكس التمثيلات اليونانية الاثرية، وبالاضافه إلى إعادة تصويره هنا، غُيّر مظهر اذني تشيرون بشكل كبير عن السابق حيث كانت اشبه بأُذني البشر وأصبحت أُذني تشيرون الآن متطابقه مع أُذني ساتير المثنيّه من الأعلى. وتخلق هذه الزيادة في التصوير نسخة أكثر وحشية من تشيرون، أقرب بكثير إلى القنطور العادي. قد يكون السبب هو ظهور المصادر المكتوبة، حيث استوحى الفنانون الرومان الأوصاف المكتوبة لتشيرون مستخدمين كلمة قنطور ببساطة بدلاً من وجود تمثيلات مرئية متوارثة. وقد لا تكون هذه إعادة صياغه متعمدة لأسطورة تشيرون من جانب الرومان ولكنها مجرد ملاحظه دقيقة مفقوده من شخصيته في هجرته إلى روما من اليونان. كما كتب ف. كيلسي «التشيرون في لوحتنا... له جسد يشبه جسد القناطير الأخرى، ولكن بروز العنصر البشري في طبيعته لا يقل وضوحًا عن باقي صفاته، فهو المعلم الحكيم واللطيف، ومًعلّم الفن». واحتفظ تشيرون بعنصر اللباس واكتسب laurel wreath (وهو تاج للفائز في المسابقات التنافسية وهو من اوراق نبات الغار)، مما يشير إلى أن الفنان كان يرغب في تصوير النبالة، أو حتى الألوهية بشكل متّسق أكثر مع الجانب التراثي. وقد اشير إلى أن هذه اللوحة الجدارية هي صورة لتمثال حقيقي في الساحة الرومانية.